# Bánh bò

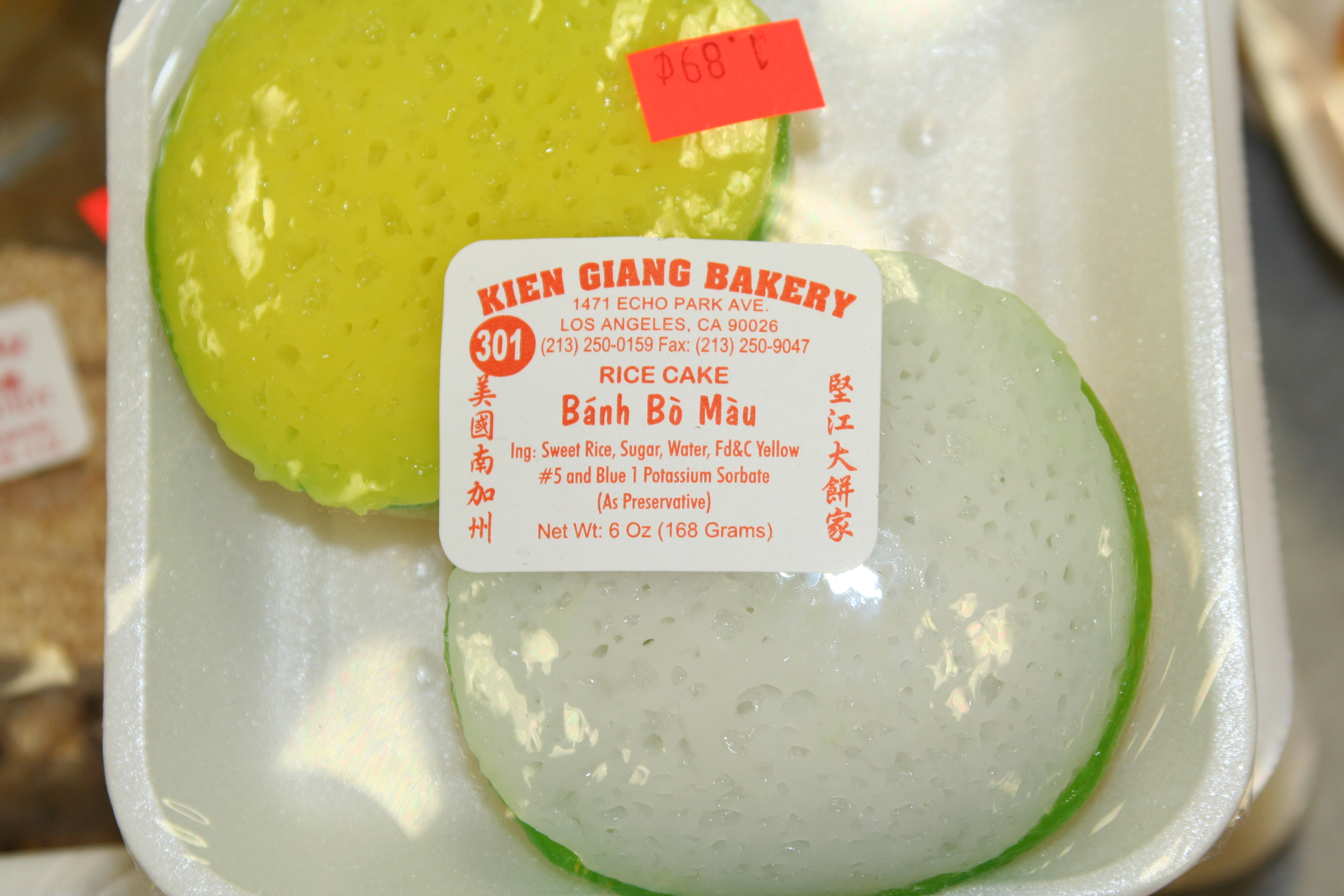
Bánh bò màu.

El bánh bò (literalmente ‘pastel de vaca’) es un bizcocho dulce y masticable de la gastronomía de Vietnam. Se hace con harina de arroz, agua, azúcar y levadura, y tiene una apariencia parecida a un panal por dentro debida a la presencia de numerosas burbujas de aire. También suele añadirse leche de coco a la masa, lo que le otorga un ligero sabor y aroma a coco. El pastel procede del sur de China, aunque la versión de este país, llamada bái táng gāo (白糖糕), omite el coco, siempre es blanca y a menudo tiene un sabor ligeramente agrio debido a la fermentación de la masa. El bánh bò suele tomarse de postre, aunque también puede acompañar una comida.

## Variedades
Hay dos variedades de bánh bò:
- Bánh bò nướng (literalmente ‘bánh bò horneado’): Se asa en una sartén dentro del horno. Suele ser blanquecino o amarillento por dentro y dorado por fuera, aunque puede dársele color verde con pandano. Los pasteles individuales suelen ser grandes, en cuyo caso una porción consiste en una rodaja más que en todo un pastel.
- Bánh bò hấp (literalmente ‘bánh bò al vapor’): De aspecto parecido a la versión asada, aunque el exterior no es dorado. Suelen ser pequeños, parecidos en tamaño a un dumpling. Pueden ser blancos, verdes (teñidos con pandano), rosas, amarillos o morados.[1] Suelen servirse con salsa de coco (hecha con leche de coco, azúcar, sal y almidón de tapioca) y semillas de sésamo tostadas y cacahuetes tostados machacados.[1]

Ambas variedades se encuentran en Vietnam, así como en supermercados asiáticos de países con poblaciones importantes de emigrantes vietnamitas, como los Estados Unidos y Francia.